# Unity (användargränssnitt)
Unity är ett användargränssnitt som används i Linux-distributionen Ubuntu.
Unity skapades 2010 av Mark Shuttleworth och företaget Canonical.
Den 5 april 2017 meddelade Canonical att de lägger ner utvecklingen av Unity, och att GNOME 3 kommer att ersätta Unity som standardskrivbordsmiljö i Ubuntu från och med version 18.04.